# The Perils of Penelope Pitstop
The Perils of Penelope Pitstop é uma série de desenho animado estadunidense produzido pela Hanna-Barbera, como spin-off de Wacky Races. que estreou na rede de TV CBS em 13 de Setembro de 1969. O seriado teve apenas uma temporada, com 17 episódios de meia hora de duração, apesar de ter sido um dos desenhos animados mais famosos da Hanna-Barbera.
A série chegou completa ao catálogo da HBO Max em 28 de maio de 2022.

## Bastidores
O título era uma referência a um seriado dos tempos do cinema mudo, The Perils of Pauline. Assim como o desenho animado precedente, A Corrida Mais Louca do Mundo (PT) / Corrida Maluca (BR) (Wacky Races), que parecia ser ambientado nos então presentes anos 1960, os personagens e cenários de Os Apuros de Penélope remetiam fortemente aos anos 1920.

## Sinopse
A história girava em torno da linda Penélope Charmosa que era herdeira de uma vasta fortuna, e que vivia sendo perseguida pelo vilão Tião Gavião. Ela contava com a ajuda da Quadrilha de Morte para protegê-la, mas invariavelmente ela se salvava sozinha, em histórias em diversas partes do mundo.
O desenho era um desdobramento da Corrida Maluca, de onde veio a personagem Penélope Charmosa(BR) / Penelope Pitstop(PT), que naquele desenho dirigia um carro rosa e usava uma calça vermelha e botas brancas. Penélope era constantemente perseguida por um vilão chamado Tião Gavião(BR) / Garra Mascarada(PT) (The Hooded Claw), ou Silvester Soluço(BR) / Silvino Sibilino (PT) (Sylvester Sneekly), que queria se livrar dela para conquistar sua herança.
Também saído de Corrida Maluca, também participava a Quadrilha de Morte(BR) / Quadrilha Maravilha(PT) (The Ant Hill Mob), um grupo de gângsters que aqui atuava como heróis e estavam constantemente salvando a menina do perigo. Mas suas tentativas sempre davam errado, e prejudicavam a eles mesmos, e Penélope acabava sempre se salvando sozinha, não raras vezes salvando também seus heróis.
Tião Gavião/Garra Mascarada, ajudado pelos seus comparsas Irmãos Bacalhau(BR) / Irmãos Bolha(PT) (The Bully Brothers), sempre cogitava matar Penélope com algum plano engenhoso, como jogá-la de um avião, cortar seus paraquedas e fazê-la cair numa jaula com animais selvagens. Enquanto isso, a Quadrilha se ocupava em resgatá-la. Isso quando não era Penélope que acabava tendo que resgatar seus amigos depois de conseguir se salvar sozinha. Curiosamente, enquanto Penélope parecia indefesa sempre que Tião Gavião a capturava, assim que ele a deixava sozinha para que seus planos malignos surtissem efeito, logo arrumava um jeito para escapar sozinha dos seus apuros, quando a Quadrilha de Morte fracassava.
Penélope estava sempre em alguma parte diferente do mundo para todo perigo. Estava principalmente nos Estados Unidos, mas ela também foi ao Egito, à sela, Bagdá e Pólo Norte.
Assim como nas outras subdivisões, como Máquinas Voadoras (Flying Machines), onde apareciam Dick Vigarista(BR) / Dick Detestável (PT) e Mutley, a Corrida Maluca nunca foi citada, nem por Penélope e nunca pela Quadrilha de Morte, exceto num único episódio em que Tião pergunta: ¨Quem estava esperando, Dick Vigarista?¨. Também o carro cor-de-rosa dela jamais foi visto neste desenho. Em vez disso, Penélope costumava dirigir um carro esportivo verde, ou qualquer outro veículo que encontrava, incluindo Chuga-Boom.

## Tião Gavião
Tião Gavião era o vilão principal e o alter-ego de Silvester Soluço, tutor de Penélope. Ajudado pelos seus comparsas, os Irmãos Bacalhau, ele tentou matar Penélope para ficar com a fortuna. Ela nunca suspeitou de suas intenções, porque ele somente realizava seus planos nefastos disfarçado de Tião Gavião.

## Quadrilha de Morte
Penélope era resgatada do perigo (com sua própria ajuda) pela Quadrilha de Morte, um grupo de sete gângsters anões, com exagerados traços de personalidade, claramente fazendo referência aos Sete Anões do filme Branca de Neve e os Sete Anões de Walt Disney. Eram eles:
- Clyde - o líder, um gângster caricaturizado;
- Dum Dum - totalmente estúpido, mas às vezes consegue dar uma dentro;
- Queixinho - capaz de sacar objetos úteis para resolver os problemas, até aqueles de tamanhos incomuns; tinha um telefone com o qual recebia chamadas e - acreditem se quiser - até uma escada de emergência de 1000m de extensão;
- Pestana - dorminhoco, dormia até nos momentos de emergência. Apesar disso, estava sempre atento com o que se passava;
- Chorão - chorava a todo e qualquer momento, não importava se era alegre ou triste;
- Risadinha - dava gargalhadas sempre, de tudo o que acontecia: "Ha, Ha, Ha, Ha… nós vamos explodir… Ha, Ha,…", também não importando se era alegre ou triste;
- Zippy - corredor e falador muito rápido.

A Quadrilha de Morte apareceu anteriormente na Corrida Maluca ao lado de Penélope Charmosa. Embora todos os membros da Quadrilha aparecessem, apenas Clyde manteve seu nome aqui. O carro original da Quadrilha na Corrida Maluca foi substituído pelo Chuga-Boom, um carro com vida própria.

## Lista de episódios
1. Problemas na Selva
2. A Terrível Armadilha do Bondinho
3. Armadilha na Calçada
4. Perigo no Oeste Selvagem
5. Calamidade na Feira
6. A Trama Traiçoeira do Cinema
7. Perigo no Deserto da Arábia
8. A Armadilha Diabólica da Loja de Departamentos
9. Corrida Apavorante
10. Perigo no Pólo Norte
11. Madeira Traiçoeira
12. Armadilha na Corrida
13. Perigo em Bagdá
14. Má Sorte no Biscoito da Sorte Chinês
15. A Grande Armadilha
16. Jogo do Perigo
17. Traição em Londres

## Dubladores

### Nos Estados Unidos
- Penélope Charmosa: Janet Waldo
- Silvestre Soluço/Tião Gavião: Paul Lynde
- Irmãos Bacalhau: Mel Blanc
- Clyde: Paul Winchell
- Dum-Dum: Don Messick
- Zippy: Don Messick
- Queixinho: Don Messick
- Yak-Yak: Mel Blanc
- Chorão: Paul Winchell
- Pestana: Don Messick
- Chuga-Boom: Mel Blanc
- Narrador: Gary Owens